# جورج غيز
جورج غيز (بالألمانية: Georg Giese؛ بالبولندية: Georg Giese) هو تاجر ألماني وبولندي، ولد في 1497 في غدانسك في بولندا، وتوفي بنفس المكان في 1562.